# Contacto entre lenguas
En el mundo contemporáneo es una realidad habitual el hecho de que dos o más idiomas estén en contacto por razones políticas, culturales, económicas, etc. La mayor parte de los países del mundo viven en una situación en la que coexisten varias lenguas, es decir, en una situación de multilingüismo; de hecho, hay más lenguas que estados. Casi no hay ningún país que sea completamente monolingüe, es decir, que posea una única lengua.
La situación de multilingüismo pone a las lenguas unas en contacto con las otras. El contacto de lenguas origina situaciones complejas y diversas que afectan a cuestiones relativas a la vitalidad de las lenguas (desplazamiento, sustitución o mantenimiento de las lenguas), o a efectos lingüísticos del contacto. En las áreas de contacto lingüístico histórico intenso, coexisten hablantes con distinto grado de bilingüismo y hablantes monolingües de una u otra lengua con sus prácticas lingüísticas. Se documentan en estas situaciones cambios, inducidos directa o indirectamente por el contacto, en las variedades locales de las lenguas implicadas, desde la incorporación de elementos aislados (como préstamos léxicos) hasta la reorganización de sistemas completos (como el sistema pronominal átono de tercera persona en variedades del español en contacto con otras lenguas), la adopción de nuevos significados pragmáticos, la eliminación o ampliación de restricciones lingüísticas que aceleren o frenen un cambio en marcha, hasta el cambio y la mezcla de códigos.
Puede suceder también que lenguas perdidas influyan sobre otra que se ha impuesto (lo que se conoce como sustrato lingüístico), como, por ejemplo, las lenguas de la península ibérica anteriores a la conquista romana influyeron en el latín local; o que una lengua conquistadora no llegue a sustituir a la conquistada pero influya sobre ella (lo que se llama superestrato), como ocurrió también con el latín al ser invadida la península ibérica por los pueblos germánicos; o que haya un influjo recíproco entre dos lenguas vecinas (llamado adstrato) como ha sucedido a lo largo de la historia entre el español y el catalán, gallego, el vasco, el asturleonés y el aragonés.
Así pues, el contacto entre lenguas puede dar lugar a diversos fenómenos lingüísticos, de entre los cuales se pueden señalar como más importantes los siguientes: el bilingüismo, la diglosia, las interferencias lingüísticas, la aparición de lenguas francas, de pidgins y de lenguas criollas, etc.

## Tipos de cambios lingüísticos inducidos por contacto
La distinción de Thomason y Kaufman (1988) entre préstamo lingüístico e interferencia lingüística sigue siendo actualmente la más aceptada para diferenciar los tipos de cambios lingüísticos producidos por el contacto entre lenguas.
El préstamos lingüístico se da entre hablantes bilingües simétricos o coordinados, con un perfecto dominio de ambas lenguas. El contacto en este caso implica que el hablante bilingüe incorpora a su lengua materna elementos, principalmente léxicos, de la segunda lengua. Este proceso se considera prestigioso puesto que estas incorporaciones suelen formar parte de la variedad estándar.
A diferencia de este proceso, la interferencia lingüística es propia de hablantes bilingües de tipo subordinado, en el que la lengua segunda tiene un papel instrumental o transcultural que implica el uso de la lengua socialmente mayoritaria como parte de la adopción de la cultura predominante. Un ejemplo de ello es el proceso de hispanización llevado a cabo en América. A diferencia del préstamo lingüístico, la interferencia lingüística consiste en la incorporación de elementos de la lengua materna en la segunda lengua. Este trasvase consiste no solo en el uso de elementos léxicos, sino en la incorporación de estructuras y sistemas gramaticales o rasgos fonéticos propios. Estos cambios, sin embargo, suelen estar estigmatizados, ya que tradicionalmente se han identificado como una mala adquisición de la lengua segunda.
No obstante, trabajos recientes como el de Thomson (2001) advierten que cualquier elemento puede ser incorporado a otra lengua cuando existe un contacto entre lenguas intenso. Así mismo, tampoco hay que olvidar que las situaciones de contacto entre lenguas implican procesos dinámicos de influencia lingüística en ambas direcciones, tanto en la lengua materna como en la segunda lengua.
Esta categorización (préstamos lingüístico / interferencia lingüística) no explica la diversidad y dinamismo de las situaciones de contacto intenso. Es por ello que se han propuesto otras tipologías como la de cambios directos (incorporación de material ajeno a la lengua) o indirectos inducidos por contacto (convergencia lingüística de formas y significados en ambas lenguas potencialmente similares) que conciben el contacto lingüístico como procesos bidireccionales dinámicos. (Palacios 2010 y 2011).

## Español en contacto con otras lenguas
En español existen numerosos ejemplos de contacto lingüístico, ya que son muchos los contextos y las comunidades en las que se habla otra lengua además del castellano. En España existen varias zonas de contacto, estas son, las áreas bilingües en las que además del español se habla euskera, catalán, gallego, etc. Igualmente, en Hispanoamérica podemos destacar varias áreas cuyas variedades de español presentan rasgos fruto del cambio y la variación inducidos por el contacto con otras lenguas: 
- Áreas bilingües de México, Guatemala y Centroamérica
- Área de la Guajira venezolana y colombiana
- Área amazónica
- Área del español andino
- Área del español en contacto con el guaraní
- Área del español en contacto con mapuche

Las variaciones y cambios lingüísticos de esas modalidades son procesos dinámicos que obedecen a las necesidades comunicativas de los hablantes bilingües, que buscan la eficiencia comunicativa aprovechando los recursos que ofrecen los idiomas que manejan. El hablante integra las estrategias comunicativas creadas en sus prácticas de habla cotidianas.
Véase, por ejemplo, el español andino ecuatoriano, donde se documentan variaciones tan consolidadas que son compartidas por los hablantes monolingües de español: sistema pronominal átono leísta, imperativos atenuados, valores evidenciales de los tiempos de pasado o construcciones de gerundio no documentadas en otras variedades de español. Estas variedades de español, producto del contacto intenso del español con otras lenguas, presentan algunos de los siguientes cambios gramaticales inducidos por el contacto:
- Variación en el empleo del sistema de pronombres átonos.
- Diferentes valores de uso de marcadores discursivos y de marcación de la estructura informativa.
- Variación en el orden de palabras y su relación con la estructura informativa.
- Discordancias de género y/o número.
- Valores evidenciales y modalizadores en los tiempos de pasado.
- Diferentes valores en el uso de las formas de tratamiento.
- Cambio de régimen preposicional.
- Construcciones de gerundio, con valores diferentes a los del español estándar.